# Valeri Porkuian
Valeri Porkuian   (Kropivnitski, 4 d'octubre de 1944) fou un futbolista ucraïnès de la dècada de 1960.
Fou 8 cops internacional amb la selecció soviètica amb la qual participà en la Copa del Món de Futbol de 1966 i 1970.
Pel que fa a clubs, defensà els colors de Zvezda, Chernomorets Odessa, Dnipro i FC Dinamo de Kíev.